# Großwand
Il monte Großwand, "il Grande Muro" tradotto in italiano, si trova a 2.415 m sul livello del mare, nel comune di Annaberg-Lungötz, distretto di Hallein nelle regione del Salisburgo. Nelle vicinanze vi sono i monti Große Bischofsmütze,  Mandlkogel,  Steiglkogel,  Hintere Kopfwand e Strichkogel.

## Vette del massiccio del Gosaukaumm
- Kleiner Donnerkogel (1,920 metri (6,300 ft))
- Großer Donnerkogel (2,054 metri (6,739 ft))
- Steinriesenkogel (2,008 metri (6,588 ft))
- Strichkogel (2,036 metri (6,680 ft))
- Angerstein (2,100 metri (6,900 ft))
- Mandlkogel (2,279 metri (7,477 ft))
- Wasserkarkogel (2,268 metri (7,441 ft))
- Sternkogel (2,320 metri (7,610 ft))
- Großwand (2,415 metri (7,923 ft))
- Däumling (2,322 metri (7,618 ft))
- Armkarwand (2,348 metri (7,703 ft))
- Stuhllochspitze (2,172 metri (7,126 ft))
- Große Bischofsmütze (2,458 metri (8,064 ft))
- Kleine Bischofsmütze (2,430 metri (7,970 ft))
- Kamplbrunnspitze (2,190 metri (7,190 ft))